# Okusování nehtů
Okusování nehtů nebo kousání nehtů (odborně onychofagie) je kompulzivní zlozvyk některých lidí, kteří si především ve stresu okusují nehty. Zvyk vzniká obvykle už v dětství, kdy si nehty kouše až 30 procent dětí ve věku 7–10 let (a posléze asi 45 % teenagerů), nicméně pouze u některých z nich přetrvává patologická forma tohoto zvyku do dospělosti. Extrémní formu kousání nehtů může způsobovat také Leschův–Nyhanův syndrom.

## Léčba
Jednou z možností léčby je nahrazení tohoto zlozvyku nějakým nedestruktivním zvykem, jako je například poklepávání na nějakou část těla, například předloktí.